# Jana Salat
Jana Salat, född 6 april 1979 i Košice, är en kanadensisk vattenpolospelare som ingick i det kanadensiska landslaget vid olympiska sommarspelen 2000 och 2004.
Salat spelade sex matcher och gjorde fem mål i damernas vattenpoloturnering i samband med de olympiska vattenpolotävlingarna 2000 i Sydney där Kanada kom på femte plats. Hon spelade sedan fyra matcher och gjorde ett mål i damernas vattenpoloturnering i samband med de olympiska vattenpolotävlingarna 2004 i Aten där Kanada kom på sjunde plats.
Salat tog silver i damernas vattenpoloturnering i samband med panamerikanska spelen 2003 i Santo Domingo. Hon studerade vid McGill University.